# 弗拉涅-拉卢瓦耶尔
弗拉涅-拉卢瓦耶尔（法語：Fragnes-La Loyère，法語發音：[fʁaɲ la lwajɛʁ]）是法国索恩-卢瓦尔省的一个市镇，属于索恩河畔沙隆区。该市镇于2016年由原市镇弗拉涅和拉卢瓦耶尔合并而成，行政中心位于弗拉涅。

## 地理
弗拉涅-拉卢瓦耶尔（46°50'6"N, 4°50'49"E）面积9.63 平方千米，位于法国勃艮第-弗朗什-孔泰大區索恩-卢瓦尔省，该省份为法国中部省份，北起顺时针与科多尔省、汝拉省、安省、罗讷省、卢瓦尔省、阿列省和涅夫勒省接壤。
与弗拉涅-拉卢瓦耶尔接壤的市镇（或旧市镇、城区）包括：莱萨尔勒纳雄耐尔、大维雷、克里塞、索恩河畔沙隆、尚福尔热伊、法尔日莱沙隆、方丹。
弗拉涅-拉卢瓦耶尔的时区为UTC+01:00、UTC+02:00（夏令时）。

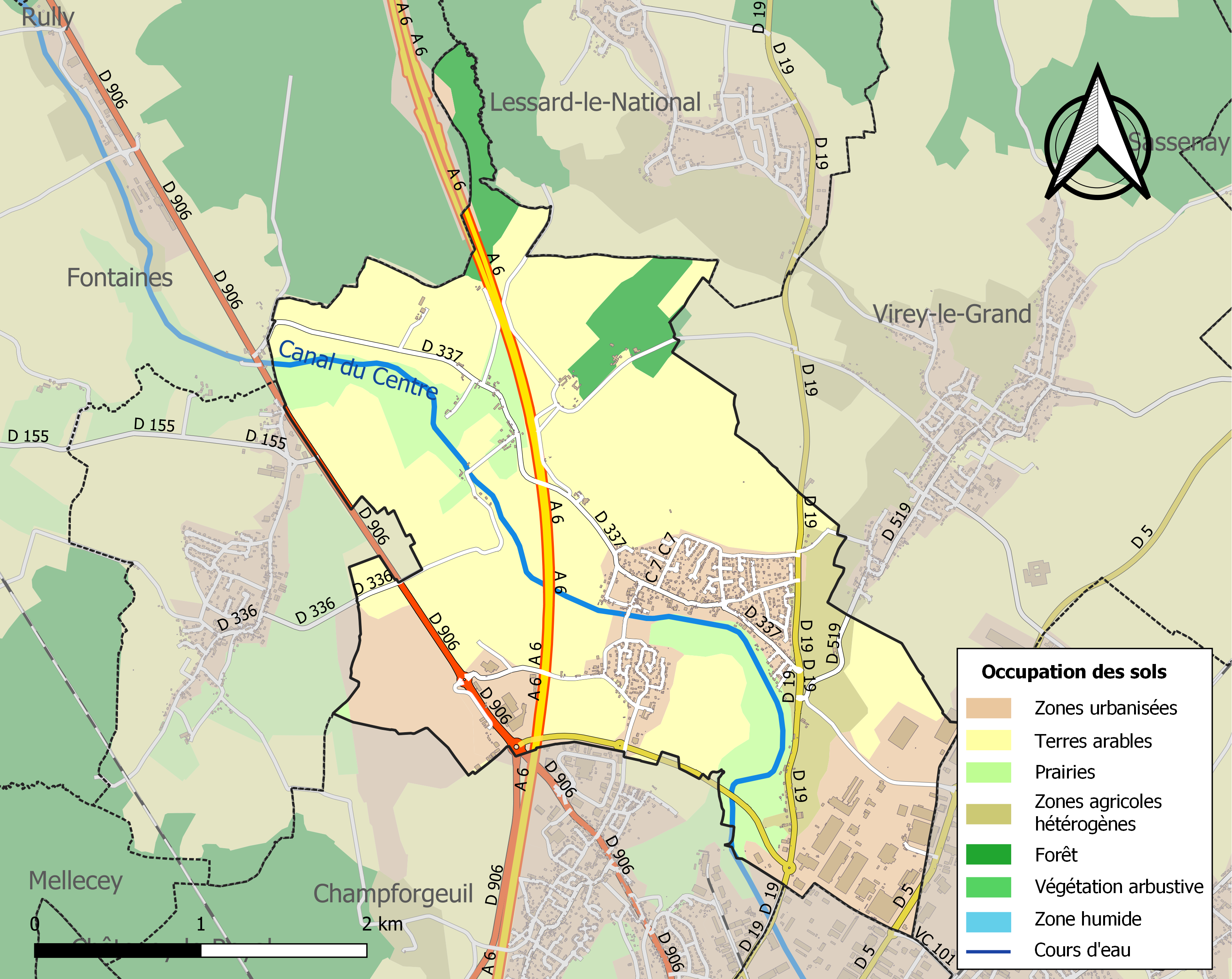
弗拉涅-拉卢瓦耶尔的OSM定位图

## 行政
弗拉涅-拉卢瓦耶尔的邮政编码为71530，INSEE市镇编码为71204。

## 政治
弗拉涅-拉卢瓦耶尔所属的省级选区为索恩河畔沙隆第一县。

## 人口
弗拉涅-拉卢瓦耶尔于2022年1月1日时的人口数量为1434人。